# Planolinoides neotomae
Planolinoides neotomae är en skalbaggsart som beskrevs av Henry Clinton Fall och Cockerell 1907. Planolinoides neotomae ingår i släktet Planolinoides och familjen Aphodiidae. Inga underarter finns listade i Catalogue of Life.